# Sede titolare di Antiochia di Pisidia
Antiochia di Pisidia (in latino Antiochena in Pisidia) è una sede arcivescovile titolare della Chiesa cattolica.

## Storia
Antiochia, nei pressi del villaggio di Yalvaç nella provincia turca di Isparta, è un'antica sede metropolitana della provincia romana della Pisidia nella diocesi civile di Asia e nel patriarcato di Costantinopoli. Modificato il proprio nome in metropolia di Pisidia nel XVII secolo, è ancora oggi una delle metropolie attive del patriarcato di Costantinopoli. 
Dal XIX secolo Antiochia di Pisidia è annoverata tra le sedi arcivescovile titolari della Chiesa cattolica; la sede è vacante dal 24 maggio 1976.

## Cronotassi
- Enrico de Rossi † (12 giugno 1893 - 1897 deceduto)
- Leopoldo Franchi † (11 febbraio 1898 - 16 ottobre 1902 deceduto)
- Pietro Monti † (30 dicembre 1902 - 24 giugno 1909 deceduto)
- Angelo Giacinto Scapardini, O.P. † (10 settembre 1910 - 23 settembre 1910 nominato arcivescovo titolare di Damasco)
- Charles-François Turinaz † (1º agosto 1913 - 19 ottobre 1918 deceduto)
- Giovanni Volpi † (3 luglio 1919 - 19 giugno 1931 deceduto)
- Gustavo Matteoni † (3 marzo 1932 - 29 settembre 1932 succeduto arcivescovo di Siena)
- Filippo Bernardini † (13 marzo 1933 - 26 agosto 1954 deceduto)
- José María Bueno y Monreal † (27 ottobre 1954 - 8 aprile 1957 succeduto arcivescovo di Siviglia)
- Fermín Emilio Lafitte † (20 gennaio 1958 - 25 marzo 1959 nominato arcivescovo di Buenos Aires)
- Francisco de Assis Pires † (11 luglio 1959 - 10 febbraio 1960 deceduto)
- Corrado Bafile † (13 febbraio 1960 - 24 maggio 1976 nominato cardinale diacono di Santa Maria in Portico Campitelli)